# مونیکا کوسزینسکا
مونیکا کوسزینسکا (به انگلیسی: Monika Kuszyńska) (زاده ۱۴ ژانویه ۱۹۸۰) خواننده لهستانی است.
او در مسابقه آواز یوروویژن ۲۰۱۵ نماینده لهستان بود.